# Tholey
Tholey é um município da Alemanha localizado no distrito de Sankt Wendel, estado do Sarre.

## Localidades
- Bergweiler
- Hasborn-Dautweiler
- Lindscheid
- Neipel
- Scheuern
- Sotzweiler
- Theley
- Tholey
- Überroth-Niederhofen